# Eron Sheean
Eron Sheean (* 1976 in Melbourne) ist ein australischer Filmregisseur und Drehbuchautor. Er lebt und arbeitet in Australien und Deutschland.
Seine Kurz- und Animationsfilme wurden auf zahlreichen renommierten internationalen Filmfestivals in Sundance, Berlin, Telluride, Chicago, Hawaii und Melbourne gezeigt. Sein Kurzfilm Fish lief 2006 bei den Internationalen Filmfestspielen Berlin, gewann den Emerging Australian Filmmaker beim Melbourne International Film Festival, und war für einen Dendy Award beim Sydney Film Festival nominiert. Der Kurzfilm William über einen Magier der Aborigines wurde 2007 auf dem Sundance Film Festival gezeigt und gewann zwei Grand Jury Preise auf dem Montreal First Peoples Festival - Terres En Vues.
Der Film Errors of the Human Body mit Karoline Herfurth und Michael Eklund in den Hauptrollen, den Sheean in den Monaten Februar/März 2011 im Max-Planck-Institut Dresden drehte, erschien im Jahr 2012.

## Filmografie (Auswahl)
- 2017: Cold Skin – Insel der Kreaturen (Cold Skin)